# 麥聖杰
麥聖杰（中文：麥聖杰，或叫ToR+，1984年1月20日—）一般稱Tor+ Saksit，是泰國鋼琴家、流行歌手、作曲家，素有「泰國鋼琴王子」之稱。2007年發行首張官方個人專輯《ToR + Living in C Major》引起了很大反響，其中單曲《รักเธอ》（Love You、Rak Thur）一砲而紅，成爲2007年年度最受歡迎的歌曲之一，同時也是年度下載量最高的歌曲之一，他也因此成爲了「最受歡迎的男藝人」。

## 早年生活
麥聖傑出生於1984年1月20日（佛曆2527年），從小受到音樂的薰陶。他的父親那坤·韋素帕蓬是80年代泰國著名的流行樂隊Grand Ex的成员。

## 音樂事業
2004年麥聖傑加入Boyd Kosiyabong的音樂項目「B5」，並發行了首張專輯《Event》。之後，「B5」在泰國非常流行，並發佈了很多專輯。
直到2007年，麥聖傑作爲獨立歌手，發行了首張官方個人專輯《ToR + Living in C Major》，在泰國引起了很大反響，其中單曲《รักเธอ》（Love You、Rak Thur）一砲而紅，成爲2007年年度最受歡迎的歌曲之一，同時也是年度下載量最高的歌曲之一，他也因此成爲了「最受歡迎的男藝人」。
2008年，他在馬來西亞雲頂舉行的2008年MTV亞洲大獎中榮獲「最受歡迎泰國藝人獎」 。

## 專輯作品
- Play Boyd Kosiyabong Songbook（2003.10.14）
- B5 Event（2004.10.14）
- Piano & I（2004.10.28）
- Living in C Major（2007.01.31）
- Piano & I Part 2（2007.11.29）
- ToR+ (Munk?)（2008.11.20）
- Piano & I III : Yesterday & Everyday（2010.02.19）
- Thuengkan Talot（2010.07.05）
- อยู่ที่ไหนWhere Is Love?（2011.01.03）
- Ru Thang Ru（2011.04.11）
- Ultimate Collection Tor Saksit（2012.06.15）
- กั๊ก（2013.03.06）
- เหตุการณ์ความไม่สงบ (ของเรา)（2013.10.15）
- add 9（2013.12.11）
- The Best Of Tor+Saksit（2014.04.18）
- สักวันคงได้เจอ(也许有一天会遇见) （2016.06.28）
- 约定旅程（2017.08.21）
- 住进你心里（2017.11.24）

## 榮譽獎項
- 2007年Virgin Hitz獎

• 最受歡迎的男藝人
• 《Love You》年度最受歡迎的歌曲
• 《Love You》年度下載量最高的歌曲
- 2007年 Seventeen大獎

• 青少年心儀男音樂家
- OK雜誌獎（OK Magazine Awards）

• Male Media Darling Awards
- 2007年星光娛樂獎

•《Love You》年度最受歡迎的歌曲
- 2007年 種子獎（Seed Awards）

• 年度最佳男性
- 2007年 九娛獎（Nine Entertain Awards）

• 《Love You》年度歌曲
- 2008年MTV亞洲大獎

• 最受歡迎泰國藝人獎
- 2008年Seventeen大獎

• 青少年心儀男音樂家
- 2009年 種子獎（Seed Awards）

• 年度製片人 (Munk?)

## 外部連結
- http://www.torofficial.com/index.php （页面存档备份，存于） Official Website
- https://www.facebook.com/torsaksit （页面存档备份，存于） Official Fanpage
- https://www.instagram.com/torsaksit （页面存档备份，存于）
- https://www.youtube.com/channel/UCED1wMUUNWDp1A46xK6z2HA （页面存档备份，存于）
- https://twitter.com/torsaksit （页面存档备份，存于）